# 249.
◄ | 2. stoljeće | 3. stoljeće | 4. stoljeće | ►
◄ | 210-ih | 220-ih | 230-ih | 240-ih | 250-ih | 260-ih | 270-ih | ►
◄◄ | ◄ | 246. | 247. | 248. | 249. | 250. | 251. | 252. | ► | ►►
Astronomija • Književnost • Kršćanstvo

## Smrti
- Filip Arapin, rimski car (* 204.)
- Wang Bi, kineski filozof (* 226.)

## Vanjske poveznice
|  | Zajednički poslužitelj ima još gradiva o temi 249. |